# 리보자임

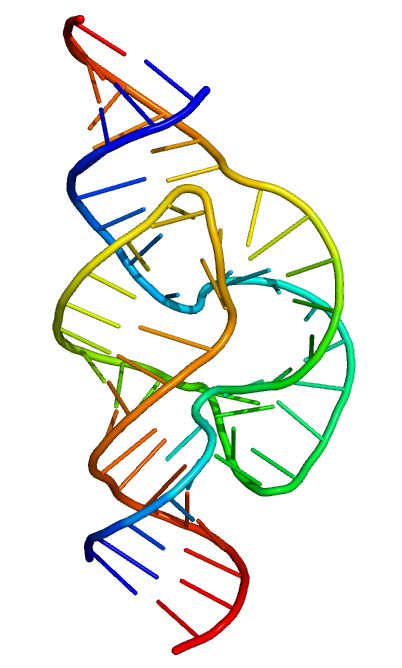
망치머리형 리보자임 (Hammerhead Ribozyme)

리보자임(Ribozyme)은 효소처럼 작용하는 RNA 분자로서 RNA(Riboneucleic Acid)의 'Ribo'와 효소(Enzyme)의 'zyme'의 합성어이다. 최초 용어 사용은 자기 자신에게 작용하는 RNA 촉매를 발견하고 리보자임이라고 명명한 토머스 체크이다. 1981년 토머스 체크가 발견한 리보자임은 그룹Ⅰ인트론과 그룹Ⅱ인트론으로서 이것은 RNA 분자이지만 자기 자신에게 촉매로 작용한다. 비슷한 시기 연이어 시드니 올트먼이 시행한 리보핵산가수분해효소P(Rnase-P)에대한 연구에서도 생체내 화학반응을 촉매하는 활성화부위가 RNA에도 존재함을 밝혔다. 이 전까지는 생체 내 촉매인 효소는 단백질 뿐이라는 것이 정설이었다. 그러나 이러한 독립적인 두 발견과 토마스 체크와 시드니 올트먼의 노벨 화학상 수상 이후 RNA 역시 생물학적 촉매로 이용될 수 있음이 인정되었다. 처음에는 토머스 체크가 발견한 RNA 분자인 그룹Ⅰ인트론과 그룹Ⅱ인트론이 리보자임이라고 지칭되었고 리보핵산가수분해효소는 엄밀히는 RNA와 단백질의 중합체이므로 하나의 생체촉매로서, 그리고 그 안에 촉매 RNA 부위가 존재하는 것으로 정의되었다. 그러나 나아갈수록 리보자임이라는 용어는 더 포괄적으로 이러한 리보핵산가수분해효소P를 포함하여 촉매적 RNA 부위를 포함하는 물질들에 사용된다. 리보자임 발견 후 닭과 달걀의 관계처럼 핵산과 단백질 중 어느것이 먼저인가 하는 생명기원에 대한 물음에서 RNA 세계 기원설이 제기되기도 한다.

## 발견 과정

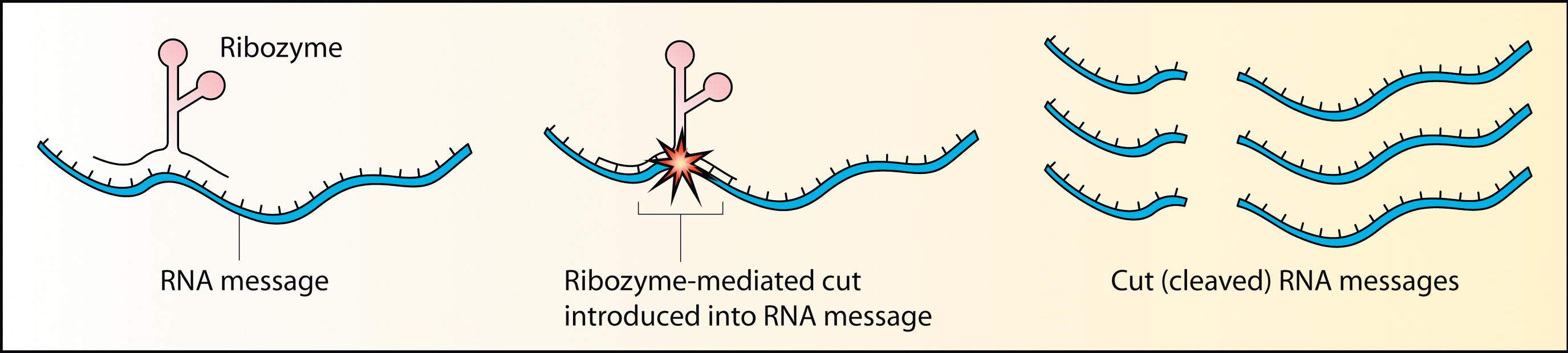
리보자임

### 토머스 체크의 발견
1981년 리보자임의 발견 이전에, 화학반응을 촉매하는 것으로 정의된 효소는 유일한 생체학적 촉매였다. 즉, 단백질이 모두 효소는 아니지만 존재하는 효소는 모두 단백질이라는 것이 정설이었다. 그 이전인 1967년에, 칼 우즈 프랜시스 크릭, 그리고 레슬리 우겔은 RNA가 복잡한 이차구조를 형성할 수 있다는 발견에 기원하여 RNA가 효소로서 기능할 수 있음을 처음으로 제안하였지만 실제적으로 이러한 RNA 분자가 발견된 것은 1980년대에 이르러서였다.
첫 번째 리보자임은 1980년대 토마스 체크에 의해 발견되었다. 이들은 섬모를 갖는 원생동물의 일종인 테트라히메나의 rRNA 연구과정에서, 테트라히메나의 rRNA 유전자 안에서의 인트론의 삭제에 대해 연구하고 있었다. RNA에서 필요없는 부분은 잘리고 필요한 부분만을 남기는 자가이어맞추기(self-splicing) 반응에 대한 효소를 정제하려는 시도 중에, 그는 다른 어떤 추가된 세포 추출이 없이도 인트론이 이어붙여질 수 있음을 발견했다. 체크와 그의 동료들은 이어맞추기반응과 관련된 어떤 단백질도 찾을 수가 없었다. 많은 연구 후에, 체크는 rRNA가 되기 전 물질인 rRNA전구체에서 단백질 촉매의 도움 없이 인트론(비암호화서열)이 절단되고 나머지 엑손의 양단이 결합되는 것을 발견하였다. 즉 RNA는 단백질 촉매의 도움 없이 스스로를 분해하고 이어맞춘 자가이어맞추기를 한 것이다. 이러한 자가이어맞추기를 하는 RNA를 자가이어맞춤 RNA 인트론이라 하였다. RNA가 스스로를 변형시킨다는 발견은 이전에 촉매는 단백질 뿐이라는 정설을 뒤집는 새로운 발견이었다. 뿐만 아니라 rRNA에서 절단되어 나온 인트론은 후에 변형되어 ‘L-19IVS‘라 불리는 RNA 분자로서 이것은 자기자신이 아닌 다른 RNA 분자, DNA 분자, 그리도 다른 생체분자에서의 반응을 촉매하는 것으로 밝혀졌다. 즉, 자기자신의 반응을 촉매하는 RNA 분자와 자신 외의 다른 물질의 반응을 촉매하는 RNA 분자가 모두 발견되었다.

### 시드니 올트먼의 발견
비슷한 시기에, 예일대학의 교수 시드니 올트먼은 그와 그의 동료들이 리보핵산가수분해효소P(RNase-P)라고 불리는 효소가 고립되었을 때에 tRNA 분자들이 세포 안에서 처리되는 방법에 대해 연구하고 있었다. 그 RNase-P라는 효소가 바로 tRNA전구체를 활성화된 tRNA로 변화시키는 원인물질이었다. 비활성상태인 tRNA 분자의 일부를 잘라서 단백질합성을 위한 아미노산 선택과 활성화에 이용되는 활성화된 tRNA를 만들어내는 RNase-P에 대해 연구하고 있었다. 연구 결과, 그들은 RNase-P가 단백질 뿐만 아니라 RNA를 포함하고 있다는 것을 발견하였다. 뿐만 아니라, 처음에 단백질부분만 효소기능을 하고 RNA는 기질과 tRNA를 결합시키는 보조적인 역할을 할 것으로 예상한 것과 달리 RNA 부위가 활성화된 효소의 핵심적인 부분이었다는 것을 발견하였다. 당시의 정설과는 다른 연구여서 그들은 발표에 어려움을 겪었다. 다음 해에, 올트먼은 분리된 성분을 이용한 연구에서 RNase-P RNA 소단위가 다른 단백질 구성요소 없이 마그네슘 이온의 존재 하에 RNA 단위체만으로 tRNA 전구체를 가수분해할 수 있다는 것을 발견하였다. 이로써 RNA가 촉매로서 기능할 수 있음을 증명하였다. 이후 1989년 토머스 체크와 시드니 올트먼은 노벨 화학상을 수상하였다.

### 이후의 동향
토머스 체크와 시드니 올트먼의 발견 이후로, 다른 연구자들또한 자가절개 RNA나 촉매적 RNA 분자의 다른 예들을 발견해 왔다. 많은 리보자임은 헤어핀(Hairpin)이나 망치머리(Hammerhead)모양의 활성중심을 가지고 있고, 특정 순서에서의 다른 RNA 분자를 절개하게 하는 독특한 이차적 구조를 가지고 있다. 특정한 다른 RNA 분자를 절개하는 리보자임을 만드는 것이 현재 기술로 가능하다. 이 RNA 촉매들은 약학적으로 응용될 수 있다. 예를 들면, 현재 HIV의 RNA를 절개하도록 설계된 리보자임이 존재한다.만약 세포가 이런 리보자임을 만드는 게 가능하다면, 리보자임은 감염을 방지할 수 있는 RNA 유전자를 절개하여 이것을 침투하는 바이러스에게 넣을 수 있을 것이다.

## 역할
리보자임은 효소 역할을 하는 RNA 분자, 또는 그 RNA 분자와 단백질로 구성된다.
우선 리보자임은 자기이어맞추기를 하는 역할을 가진 유형이 있다. 이것에는 리보자임을 최초로 명명한 토머스 체크가 발견한 자기이어맞추기를 하는 RNA 분자인 그룹Ⅰ인트론과 그룹Ⅱ인트론이 있다. 또한 바이로이드, 바이러소이드, 새틀라이트 RNA 등에 들어있는 망치머리 리보자임이 있다.
그 외에도 리보자임은 자기자신 이외의 다른 RNA 분자, DNA, 그리고 생체분자에서도 반응을 진행시키는 촉매 역할을 한다. 리보자임은 우선 기본적으로 세포안에서 미미하지만 생명에 필수적인 기능을 한다. 그 예로 RNA를 단백질로 번역하는 세포 소기관인 리보좀의 기본적인 기능적 부분은 주로 보조인자로 마그네슘과같은 금속 이온과 협력하는 RNA 삼차구조 모티프로 구성된 리보자임이다. 이러한 것을 포함한 리보자임의 역할은 다음과 같고 점차 증가하고 있다.
- 올리고뉴클레오타이드 기질의 분해와 연결
- DNA 포스포디에스테르결합의 분해
- RNA의 서열 특이적 분해, 에스테르 가수분해
- 아미노산사이의 펩타이드결합 형성

대사물질의 존재에 따른 RNA의 절단 및 이를 통한 유전자발현 조절.
리보자임의 RNA 부분, 또는 RNA로만 구성된 리보자임은 유전적인 분자로서도 기능한다. 원래 RNA는 정보 분자로서 기능하지만 촉매의 역할이 발견됨으로써 진화와의 연결고리를 주장하는 학자들도 있다. 즉, 정보분자와 촉매 두가지 기능을 갖는 RNA는 최초의 거대 생체분자중의 하나이고 진화 초기 단계에서 주된 역할을 하였을 것이라는 예상이다. 이러한 가설은 생명의 기원에 관한 RNA 세계 가설로 알려져 있다.

## 알려진 리보자임
- Peptidyl transferase 23S rRNA
- RNase P
- Group I and Group II introns
- GIR1 branching ribozyme[3]
- Leadzyme
- Hairpin ribozyme
- Hammerhead ribozyme
- HDV ribozyme
- Mammalian CPEB3 ribozyme
- VS ribozyme
- glmS ribozyme
- CoTC ribozyme

## RNA 세계 가설
생명체에 대한 정보를 갖는 것은 핵산인 DNA이다. 생명체가 출현하기 전 지구에서의 생명의 기원에 대한 물음은 다음과 같은 역설에 직면한다. 생명체의 기본이 되는 단백질을 만드려면 DNA나 RNA와같은 핵산이 필요하다. 그러나 이 핵산이 합성되려면 화학반응을 촉매하는 특이적인 효소, 즉 단백질이 필요할 것이다. 이것은 마치 닭과 달걀중 어느것이 먼저이냐 하는 문제와 같다.
이 상황에서 촉매 기능과 정보를 가진 유전 물질의 기능을 모두 가진 리보자임과 같은 RNA가 최초의 물질이었을 가능성이 제기된다. 이러한 상황에 대해 RNA 세계라고 처음 부른 것은 1986년 미국의 생화학자 월터 길버트이다. 또한 단백질이 먼저 출현했다는 가설, 단백질세계와 RNA 세계가 각각 원시수프이후 존재하다가 합쳐졌다는 가설도 제기된다. 요하네서 페테르 뮐러의 원시지구 모의실험 이후 진행된 많은 화학진화의 모의실험, 운석 중의 유기물의 분석, 혜성이나 우주공간에 있어서의 유기물의 관측 등으로서 무생물적 조건 하에서 생명의 구성물질이 합성된다는 것은 명백해지고 있다. 이러한 가설들은 모두 가능성이 존재함과 동시에 현재까지 많은 문제점도 함께 지적된다.

## 리보자임 공학
자연적으로 RNA의 촉매 기능은 실제로는 작고 매우 특화된 반응으로 제한되어 있다. 진핵세포에서 RNA 전사물이 단백질로 번역되는 과정 역시 생명에는 중요하지만 작은 영역이다. 그러나, DNA 시퀀싱(DNA sequencing), 중합효소 연쇄반응(PCR)처럼 리보자임 공학은 RNA와같은 다양한 생체 분자들에 대한 조작범위를 증가시켰다. 현재 RNA의 촉매기능은 자연적으로 존재하는 촉매 RNA뿐만 아니라 리보자임 공학 두가지 영역으로 확장될 수 있다.
우선 자연에 존재하는 리보자임의 종을 직접 변경하여 더 우수하거나 심지어는 새로운 촉매를 만들어 내는 기술이 있다. 또 다른 것은 50개~100개 뉴클레오타이드 정도의 비교적 짧은 RNA 분자 사슬을 사용하여 반복적인 선택과정을 거치게 하고 원하는 기능을 가진 RNA 분자의 농도를 높이는 기술이 있다. 이렇게 선택된 RNA 분자들은 중합효소 연쇄반응(PCR)을 통해 수 백만 배 이상 증폭되어 활성화된 뉴클레오타이드 전구체나 효소로 사용된다. 이러한 방법을 Irrational design방법이라고 한다.

## 같이 보기
- 촉매 반응
- 효소
- 펩타이드 핵산